# Niamey IV
Niamey IV est un arrondissement communal de la ville de Niamey, capitale du Niger. 

## Géographie
L'arrondissement de Niamey IV s'étend sur la partie ouest de la ville en rive gauche du fleuve Niger.

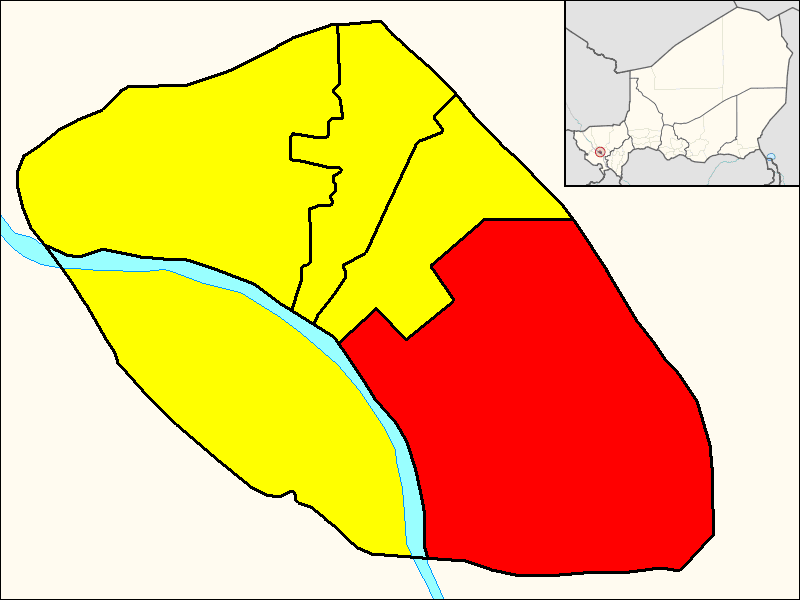
Zone urbaine de l'arrondissement de Niamey IV en rouge

| Niamey III | Niamey III |        |
| Niamey V   | Niamey IV  | Liboré |
|            | Liboré     |        |

## Histoire
La commune urbaine de Niamey IV est instaurée en 2002, érigée en arrondissement communal en 2010. 

## Population
Lors du recensement général de 2012, la population communale est relevée à 274 484 habitants. L'accroissement annuel de la population atteint 4,5 % pendant la période 2001-2012.

## Quartiers et villages
L'arrondissement s'étend sur 48 localités en zones urbaine et rurale.

### Quartiers
En zone urbaine, l'arrondissement compte 27 quartiers :
- Aéroport I
- Aéroport II
- Camp Bagagi
- Génie Militaire
- Cité Asecna
- Escadrille
- Gamkalley Golley
- Gamkalley Sébanguey
- Kaf Kouara
- Koubo Mè
- Logement Militaire
- Niamey 2000
- Niamey IV
- Pays Bas-Tondi Gammé
- Prytanée Militaire
- Route Filingué
- Route Tchanga
- Saga Fandou
- Saga Fondobon
- Saga Gassia Kouara
- Saga Goungou
- Saga Sahara
- Saga Sambou Koira
- Sary Koubou
- Talladjé
- Talladjé Est
- Touré Koara

### Villages et hameaux
En zone rurale, l'arrondissement s'étend sur 12 villages :
- Bossey Bangou
- Deykouarey
- Gorou Keyna
- Kongou Gonga
- Kongou Zarmagandey
- Saga Gorou I
- Saga Gorou II

La commune compte 9 hameaux.

## Services et infrastructures

### Enseignement
- Centre de formation professionnelle et technique de Gamkalley

### Santé
- Centre de santé intégré (CSI) à Gamkalé[5].

### Sports
- Hippodrome de Niamey

## Forces armées
- Camp militaire Garba Hassane
- Base aérienne de Niamey

## Cultes
- Mosquées : Grande Mosquée de Gamkallé, Gamkallé II, Qatar Charity, Kaf Koira.

## Économie
- Zone industrielle de Niamey